# Vithaya Pansringarm
Vithaya Pansringarm (Bangkok, 11 agosto 1959) è un attore thailandese noto per essere apparso nel film Solo Dio perdona.

## Biografia
Anche conosciuto in Thailandia come "Pu Vithaya", Vithaya si è laureato in Graphic Design presso il New York Institute of Technology. Ha conseguito una cintura nera di 5° grado (5º dan) in Kendō (un'arte marziale giapponese) ed è presidente del Thailand Kendo Club. Nel giugno 2014 ha vinto il premio come miglior attore allo Shanghai International Film Festival per il ruolo di Chavoret in The Last Executioner, un film basato sulla vera storia della vita dell'ultima persona thailandese a eseguire esecuzioni con armi da fuoco. Il film ha anche vinto il premio al miglior film e alla migliore sceneggiatura al 30º Surasawadi Awards nel 2015.

## Filmografia

### Cinema
- Una notte da leoni 2 (The Hangover: Part II), regia di Todd Phillips (2011)
- Solo Dio perdona (Only God Forgives), regia di Nicolas Winding Refn (2013)
- The White Storm, regia di Benny Chan (2013)
- Mechanic: Resurrection, regia di Dennis Gansel (2016)
- Una preghiera prima dell'alba (A Prayer Before Dawn), regia di Jean-Stéphane Sauvaire (2017)
- Shark - Il primo squalo (The Meg), regia di Jon Turteltaub (2018)
- Tredici vite (Thirteen Lives), regia di Ron Howard (2022)

### Doppiaggio
- Indiana Jones e l'antico cerchio (Indiana Jones and the Great Circle) - videogioco, voce di Tongdang (2024)

## Doppiatori italiani
Nelle versioni in italiano delle opere in cui ha recitato, Vithaya Pansringarm è stato doppiato da:
- Gianluca Machelli in The White Storm

Da doppiatore, è stato sostituito da:
- Francesco Mei in Indiana Jones e l'antico cerchio